# Ernesto Luís I, Duque de Saxe-Meiningen
Ernesto Luís I (Gota, 7 de outubro de 1672 (352 anos) - Meiningen, 24 de novembro de 1724) foi Duque de Saxe-Meiningen de (7 de outubro de 1672 a 24 de novembro de 1724).

## Biografia
Ernesto Luís nasceu em Gota, sendo o filho mais velho de Bernardo I, Duque de Saxe-Meiningen, e da sua primeira esposa, a condessa Maria Edviges de Hesse-Darmstadt.
Após a morte do seu pai em 1706, Ernesto Luís herdou o Ducado de Saxe-Meiningen juntamente com o seu irmão, o duque Frederico Guilherme, e com o seu meio-irmão, o duque António Ulrico. No seu testamento, o seu pai Bernardo tinha estipulado que o ducado nunca poderia ser dividido e que devia ser governado em conjunto entre os seus filhos.
O irmão mais velho, Ernesto Luís, lutou para estabelecer a autonomia para si e para os seus descendentes. Logo após a morte do seu pai, Ernesto Luís assinou um contrato com os irmãos. Com alguns incentivos, os irmãos tinham de deixar o governo do ducado nas suas mãos. Contudo, o início da primogenitura falhou. Os seus irmãos conseguiram voltar ao governo após a morte de Ernesto como guardiões dos seus filhos.

## Casamentos e descendência
Ernesto Luís casou-se pela primeira vez a 19 de setembro de 1704 em Gota com a sua prima, a duquesa Doroteia Maria de Saxe-Gota-Altemburgo. Tiveram cinco filhos:
1. José Bernardo de Saxe-Meiningen (27 de maio de 1706 – 22 de março de 1724), morreu aos dezassete anos de idade; sem descendência.
2. Frederico Augusto de Saxe-Meiningen (4 de novembro de 1707 – 25 de dezembro de 1707), morreu com um mês e meio de idade.
3. Ernesto Luís II, Duque de Saxe-Meiningen (8 de agosto de 1709 – 24 de fevereiro de 1729), morreu solteiro e sem descendência.
4. Luísa Doroteia de Saxe-Meiningen (10 de agosto de 1710 – 22 de outubro de 1767), casada com o duque Frederico III, Duque de Saxe-Gota-Altemburgo; com descendência.
5. Carlos Frederico, Duque de Saxe-Meiningen (18 de julho de 1712 – 28 de março de 1743), morreu solteiro e sem descendência.

Doroteia Maria morreu em abril de 1713.
A 3 de junho de 1714, no castelo Eremburgo, Ernesto voltou a casar-se, desta vez com a marquesa Isabel Sofia de Brandemburgo, filha de ele Frederico Guilherme, Eleitor de Brandemburgo e viúva de Frederico Casimiro Kettler e do marquês Cristiano Ernesto de Brandemburgo-Bayreuth. O casal não teve filhos.

## Morte
Ernesto morreu em Meiningen aos cinquenta-e-dois anos de idade.

## Genealogia
| Frederico Guilherme, Duque de Saxe-Meiningen | Pai: Bernardo I, Duque de Saxe-Meiningen | Avô paterno: Ernesto I, Duque de Saxe-Gota      | Bisavô paterno: João II, Duque de Saxe-Weimar                                |
| Frederico Guilherme, Duque de Saxe-Meiningen | Pai: Bernardo I, Duque de Saxe-Meiningen | Avô paterno: Ernesto I, Duque de Saxe-Gota      | Bisavó paterna: Doroteia Maria de Anhalt                                     |
| Frederico Guilherme, Duque de Saxe-Meiningen | Pai: Bernardo I, Duque de Saxe-Meiningen | Avó paterna: Isabel Sofia de Saxe-Altemburgo    | Bisavô paterno: João Filipe, Duque de Saxe-Altemburgo                        |
| Frederico Guilherme, Duque de Saxe-Meiningen | Pai: Bernardo I, Duque de Saxe-Meiningen | Avó paterna: Isabel Sofia de Saxe-Altemburgo    | Bisavó paterna: Isabel de Brunsvique-Volfembutel, Duquesa de Saxe-Altemburgo |
| Frederico Guilherme, Duque de Saxe-Meiningen | Mãe: Maria Edviges de Hesse-Darmstadt    | Avô materno: Jorge II, Conde de Hesse-Darmstadt | Bisavô materno: Luís V, Conde de Hesse-Darmstadt                             |
| Frederico Guilherme, Duque de Saxe-Meiningen | Mãe: Maria Edviges de Hesse-Darmstadt    | Avô materno: Jorge II, Conde de Hesse-Darmstadt | Bisavó materna: Madalena de Brandemburgo                                     |
| Frederico Guilherme, Duque de Saxe-Meiningen | Mãe: Maria Edviges de Hesse-Darmstadt    | Avó materna: Sofia Leonor da Saxónia            | Bisavô materno: João Jorge I, Eleitor da Saxônia                             |
| Frederico Guilherme, Duque de Saxe-Meiningen | Mãe: Maria Edviges de Hesse-Darmstadt    | Avó materna: Sofia Leonor da Saxónia            | Bisavó materna: Madalena Sibila da Prússia                                   |